# Zwartflank-dwerggifkikker
De zwartflank-dwerggifkikker (Allobates granti) (synoniem: Colostethus granti) is een kikkersoort uit de familie van de Aromobatidae. De wetenschappelijke naam van de soort is voor het eerst geldig gepubliceerd in 2006 door een groep van biologen bestaande uit: Philippe J. R. Kok, Ross Douglas MacCulloch, Philippe Gaucher, Erik H. Poelman, Godfrey Roderick Bourne, Amy Lathrop & Georges L. Lenglet.
Mannetjes zijn territoriaal en leven in de strooisellaag. De voortplantingstijd is niet beperkt tot één seizoen. A. granti leeft in Frans-Guyana.